# Bad Gastein
Bad Gastein, autrefois Badgastein, est une commune autrichienne se situant dans le Land de Salzbourg. Il s'agit d'une station thermale réputée, et d'une station de sports d'hiver.

## Géographie

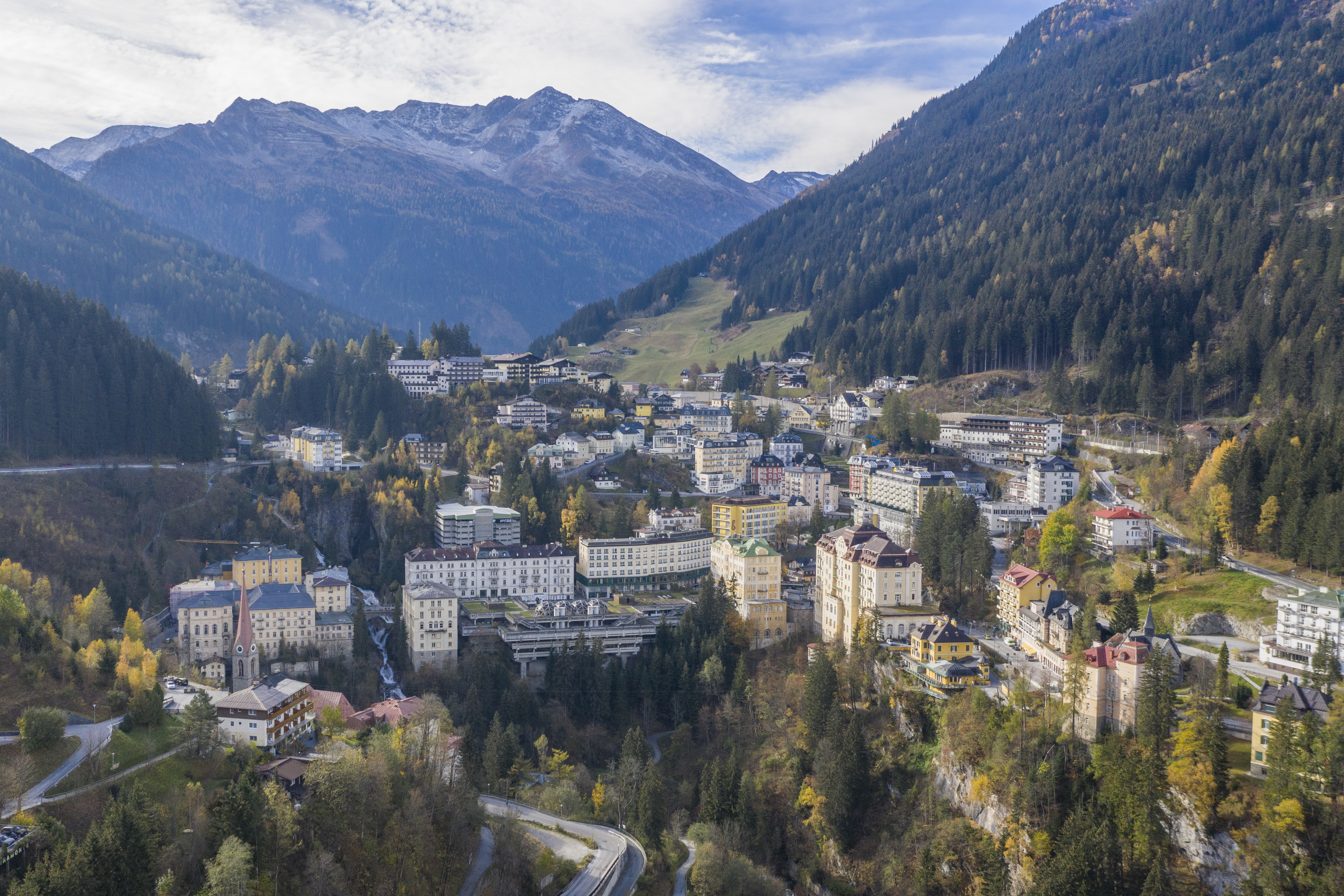
La vallée de Gastein vers les Hohe Tauern.

La commune se trouve au versant nord des Hohe Tauern et le parc national. Elle abrite deux chutes de la Gasteiner Ache remarquables de 63 et 85 mètres.
Le site de Bad Gastein est marqué par ses villas et ses hôtels mondains, construit sur les pentes de collines abruptes pendant la Belle Époque.

## Histoire
Le col des Gasteiner Tauern traversant la crête principale des Alpes au sud était déjà utilisé à l'âge du bronze; les preuves de l'existence d'un sentier remontent a l'époque romaine. Le lieu de Gastuna sur la route est mentionné pour la première fois en 963. Pendant des siècles, la vallée était sous l'autorité temporelle des archevêques souverains de Salzbourg. La baignade (Gasteiner Kur) est documentée depuis le XVe siècle, décrite en détail par Paracelse en 1525. En outre, l'exploitation aurifère au-dessus du village de Böckstein dans les Hohe Tauern était un facteur économique important. 

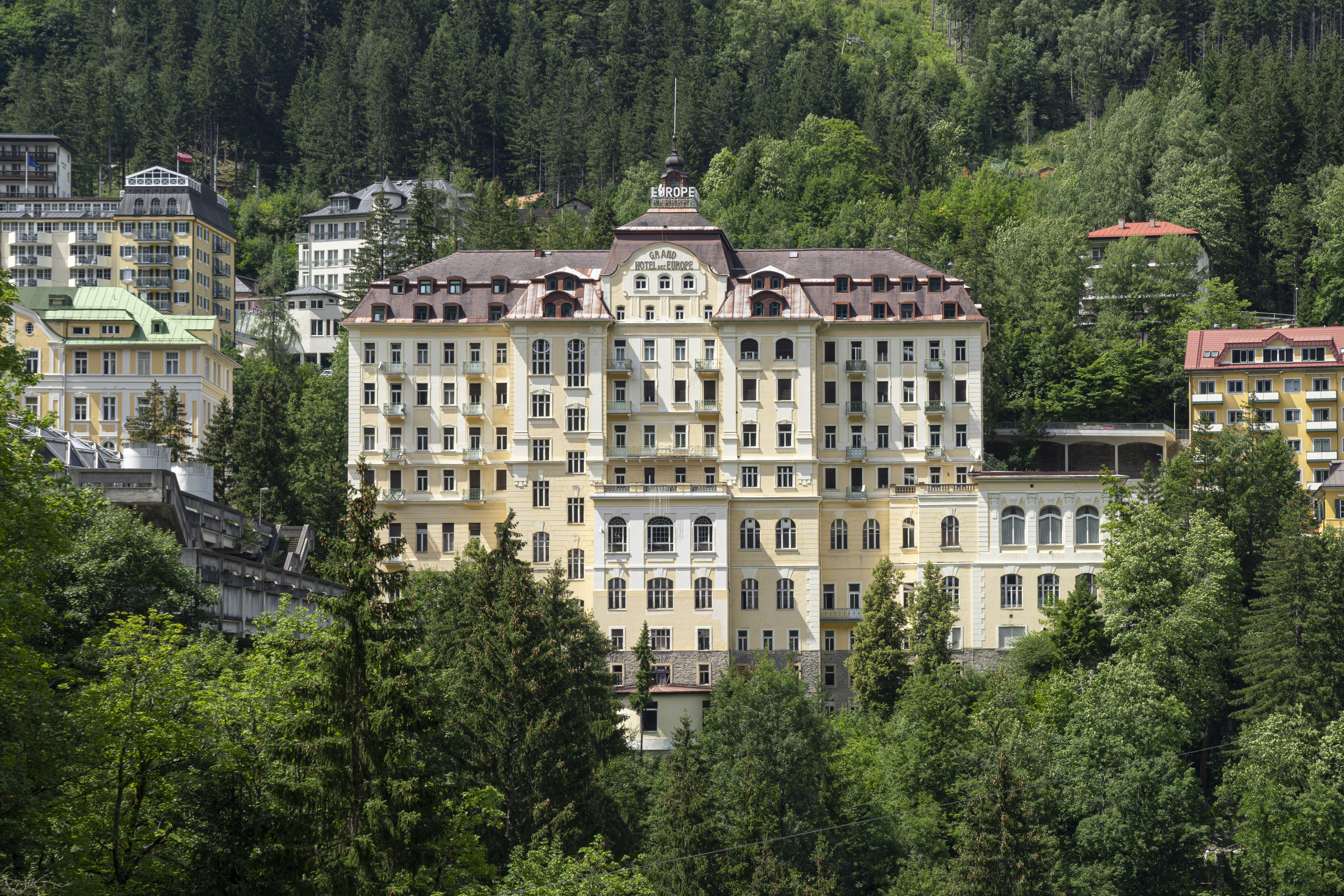
Grand Hotel de l'Europe.

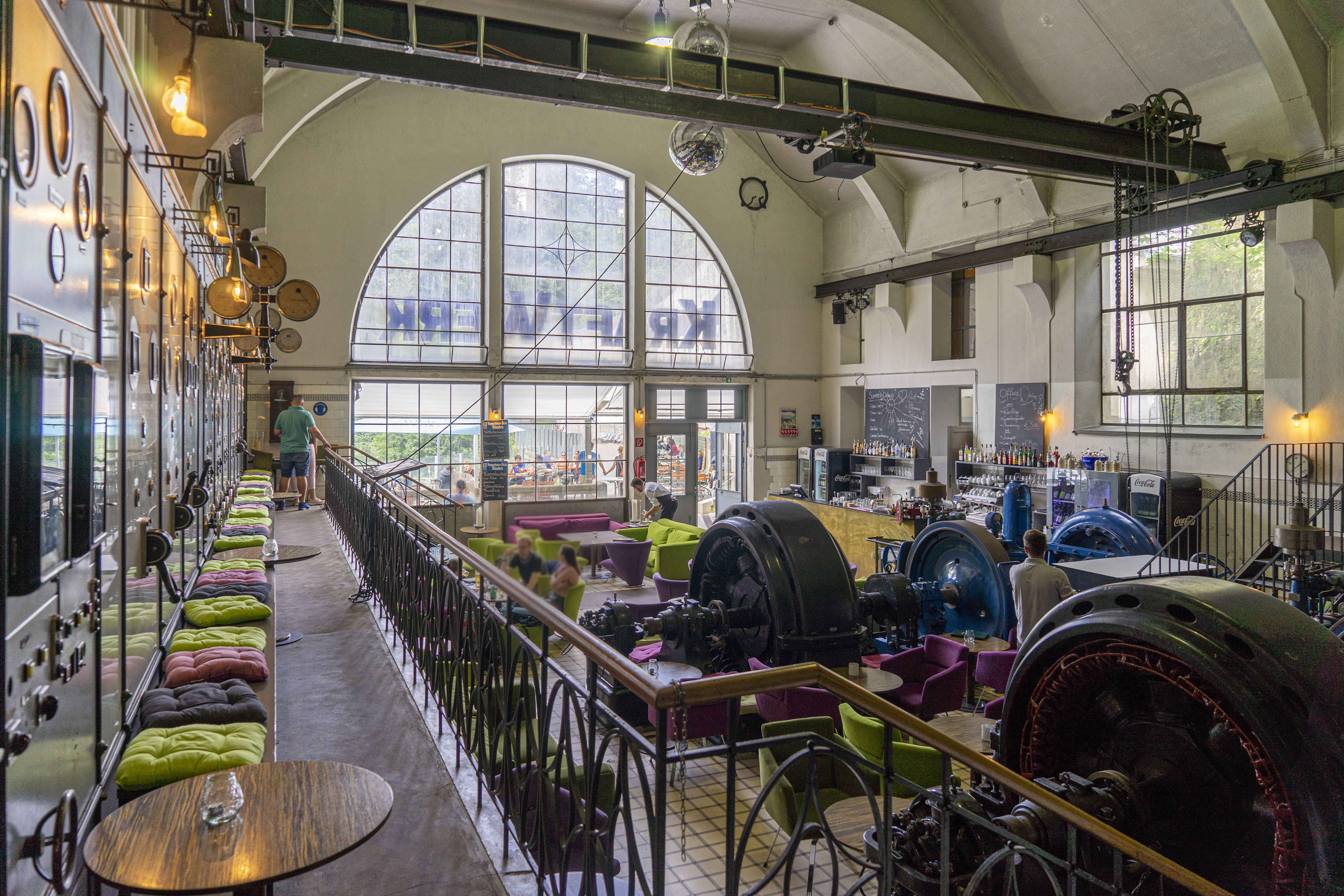
Une centrale électrique reconvertie à Bad Gastein. Aout 2021.

Au XIXe siècle, la station fut un lieu phare à une époque où rois et riches bourgeois s'y côtoyaient, tels que l'impératrice Élisabeth ou le roi Guillaume Ier de Prusse et son ministre-président Otto von Bismarck. Le compositeur Franz Schubert y resta en 1825, et travaillait à sa Symphonie no 9 en ut majeur.
En 1865, la Prusse et l'Autriche signent dans la ville la convention de Gastein, censée résoudre l'affaire des Duchés.
Depuis la Seconde Guerre mondiale, le « Monaco des Alpes » a perdu de sa superbe mais essaie depuis quelques années de renverser cette tendance en améliorant considérablement les infrastructures liés au ski.

## Activités

### Thermalisme
Sa station thermale compte parmi les plus importantes d'Autriche. Les sources chaudes sont très chargées en minéraux, même du radon.

### Sports d'hiver
La station de sports d'hiver de Gasteinertal fait partie de l'Espace Salzburg Amadé Sport World. Elle se situe à une altitude comprise entre 1 083 et 2 246 mètres. Bad Gastein accueille régulièrement des compétitions internationales dont la coupe du monde de ski alpin.

#### Évènements sportifs accueillis
- Championnats du monde de ski alpin 1958 ;
- Tournoi d'Autriche : tournoi de tennis féminin du circuit professionnel WTA (Gastein Ladies), de 2007 à 2015.
- Red Bull Playstreets[4]

## Personnalités
- Georg Mader (1824–1881), peintre ;
- Maria Zittrauer (1913–1997), femme de lettres et poétesse ;
- Dorothea Hochleitner (1925–2012), skieuse ;
- Uta Franz (1935–2012), actrice ;
- Siegfried Grabner (né en 1975), snowboardeur.